# 25 Pułk Ułanów Wielkopolskich (PSZ)
25 Pułk Ułanów Wielkopolskich (25 puł) – pułk rozpoznawczy Polskich Sił Zbrojnych.

## Formowanie i zmiany organizacyjne pułku.
Na mocy rozkazu dowódcy 2 Korpusu Polskiego z dnia 22 grudnia 1944 roku pod dowództwem ppłk. dypl. Wilhelma Lewickiego polecono sformować 25 pułk Ułanów Wielkopolskich. Odtworzenie pułku było konsekwencją powstania kolejnej wielkiej jednostki pancernej 2 Korpusu – 3 (14) Wielkopolskiej Brygady Pancernej. Z przekształcanego w pułk pancerny 15 pułku Ułanów Poznańskich zdecydowano wydzielić kadry dla mającego go zastąpić nowego pułku rozpoznawczego 5 KDP. Ogółem zgodnie z meldunkiem dcy 15 puł. ppłk. Bielińskiego do organizowanego 25 pułku wydzielono: 23 oficerów, 11 podchorążych, 78 podoficerów i 212 szeregowych. W/g innych publikacji z 15 do 25 pułku przeszło 27 oficerów i 12 podchorążych oraz 3 oficerów i 22 szeregowych z 3 pułku Ułanów Śląskich. Ponadto weszły w skład przydzielone pododdziały tj. czołówka naprawcza i pluton łączności. Pierwszy rozkaz dzienny pułku wydał jego dowódca w dniu 31 grudnia 1944 roku, wskazał w nim obsadę dowódczą oraz stan ewidencyjny pułku na: 26 oficerów, 32 podoficerów i 414 ułanów. 5 stycznia 1945 nastąpiło uroczyste wydzielenie z pułku 15, kadry dla formowanego pułku 25 w Maglie we Włoszech. Organizację i szkolenie pułku prowadzono w Bazie 2 KP na południu Włoch. 25 pułk Ułanów Wielkopolskich zgodnie z zatwierdzonym w marcu 1945 r. etatem WE II/251/2 przez brytyjskie naczelne władze wojskowe miał osiągnąć stan 42 oficerów i 775 szeregowych. Na początku kwietnia 1945 r. pułk opuścił dotychczasowe miejsce stacjonowania w Maglie i dotarł do Ascoli Piceno i tam otrzymał pełne uzupełnienie sprzętu bojowego. Następnie 16 maja pułk przeszedł pod rozkazy dowódcy 5 Kresowej Dywizji Piechoty do miejscowości Ceseny. Po czym do Budrio niedaleko Bolonii. W okresie przebywania pułku we Włoszech podjął szkolenie bojowe, pełnił służbę wartowniczą przy składach i ważnych obiektach wojskowych, ponadto część żołnierzy została zdemobilizowana lub podjęła naukę. 

## Ułani wielkopolscy po wojnie
We wrześniu 1946 roku większość żołnierzy pułku transportem kolejowym wyjechała z Włoch przez Francję i kanał La Manche do Wielkiej Brytanii, gdzie pułk stacjonował w obozie wojskowym Grim's Ditch (koło Salisbury). Po przemianowaniu WP na PKPR objęto przystosowaniem do życia cywilnego i demobilizacją większość stanu osobowego, pułk 5 maja 1947 został formalnie rozwiązany.

## Struktura organizacyjna
- dowództwo (9 oficerów, 27 szeregowych[6])
- szwadron dowodzenia (193 żołnierzy)
  - pluton moździerzy
  - bateria armat przeciwpancernych na carrierach
- trzy szwadrony liniowe (po 196 żołnierzy)
  - trzy plutony samochodów pancernych
  - pluton strzelecki(szturmowy) na carrierach

Stan osobowy pułku liczył 42 oficerów i 775 ułanów. Na jego uzbrojeniu znajdowało się 28 ciężkich samochodów pancernych Staghound i 22 lekkie samochody pancerne GM Mark I Fox.

## Wielkopolscy ułani
Dowódcy pułku
- ppłk dypl. Wilhelm Lewicki (31 XII 1944 – 31 VIII 1945
- płk Edward Milewski (31 VIII 1945 – VII 1947

Obsada dowódcza 25 pułku Ułanów Wielkopolskich
na dzień 1 I 1945
- Dowódca pułku – ppłk dypl. Wilhelm Lewicki
- Zastępca  dowódcy pułku – rtm. Lucjan Pruszyński
- Adiutant pułku – rtm. Roman Eberhardt
- Oficer informacyjny – rtm. Dyonizy Michelis
- Kwatermistrz – por. Eugeniusz Dobosz
- Dowódca szwadronu dowodzenia – rtm. Franciszek Woliński
- Dowódca 1 szwadronu – por. Edward Wojciechowicz
- Dowódca 2 szwadronu – por. Mieczysław Lech
- Dowódca 3 szwadronu – rtm. Edward Różycki